# Jean van der Westhuyzen
Pour les articles homonymes, voir Van der Westhuyzen.
Jean van der Westhuyzen, né le 9 décembre 1998 à Paarl en Afrique du Sud, est un kayakiste australien pratiquant la course en ligne. Il est licencié au Varsity Lakes Kayak Club.

## Carrière sportive
Il concoure pour l'Afrique du Sud jusqu'à 2018 remportant par exemple le titre en juniors en monoplace aux Championnats d'Afrique 2016 ou en terminant troisième en K2 aux Championnats du monde de marathon 2017 avec Andrew Birkett
Il change de nationalité sportive pour intégrer l'équipe australienne en déménageant à Gold Coast. Il fait partie de l'équipage champion du monde en U23 en kayak à quatre places sur la distance de 500m. En 2020, il truste plusieurs podium aux championnats d'Océanie de course en ligne avec un titre aux 1000 m kayak biplace avec son coéquipier Thomas Green.
En 2021, il remporte une médaille d'or au K2 1000 mètres aux Jeux olympiques d'été de 2020, aux côtés de Thomas Green. Van der Westhuyzen a également participé au K1 1000 mètres en terminant à la 11e place

## Palmarès

### Jeux olympiques
- 2020 à Tokyo,  Japon
  -  Médaille d'or en K-2 1000 m

### Championnats d'Océanie de course en ligne
- 2020 à Penrith  Australie
  -  Médaille d'or en K-2 1000 m
  -  Médaille d'argent en K-1 500 m
  -  Médaille d'argent en K-1 1000 m
  -  Médaille d'argent en K-4 500 m